# Targhe d'immatricolazione della Croazia

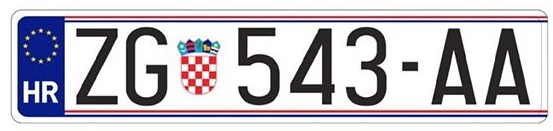
Targa croata standard

Le targhe d'immatricolazione della Croazia sono destinate ai veicoli immatricolati nel Paese balcanico.

## Sistema in uso

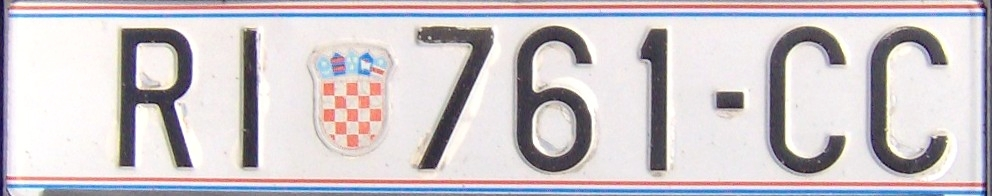
Formato senza banda blu utilizzato fino al 4 luglio 2016

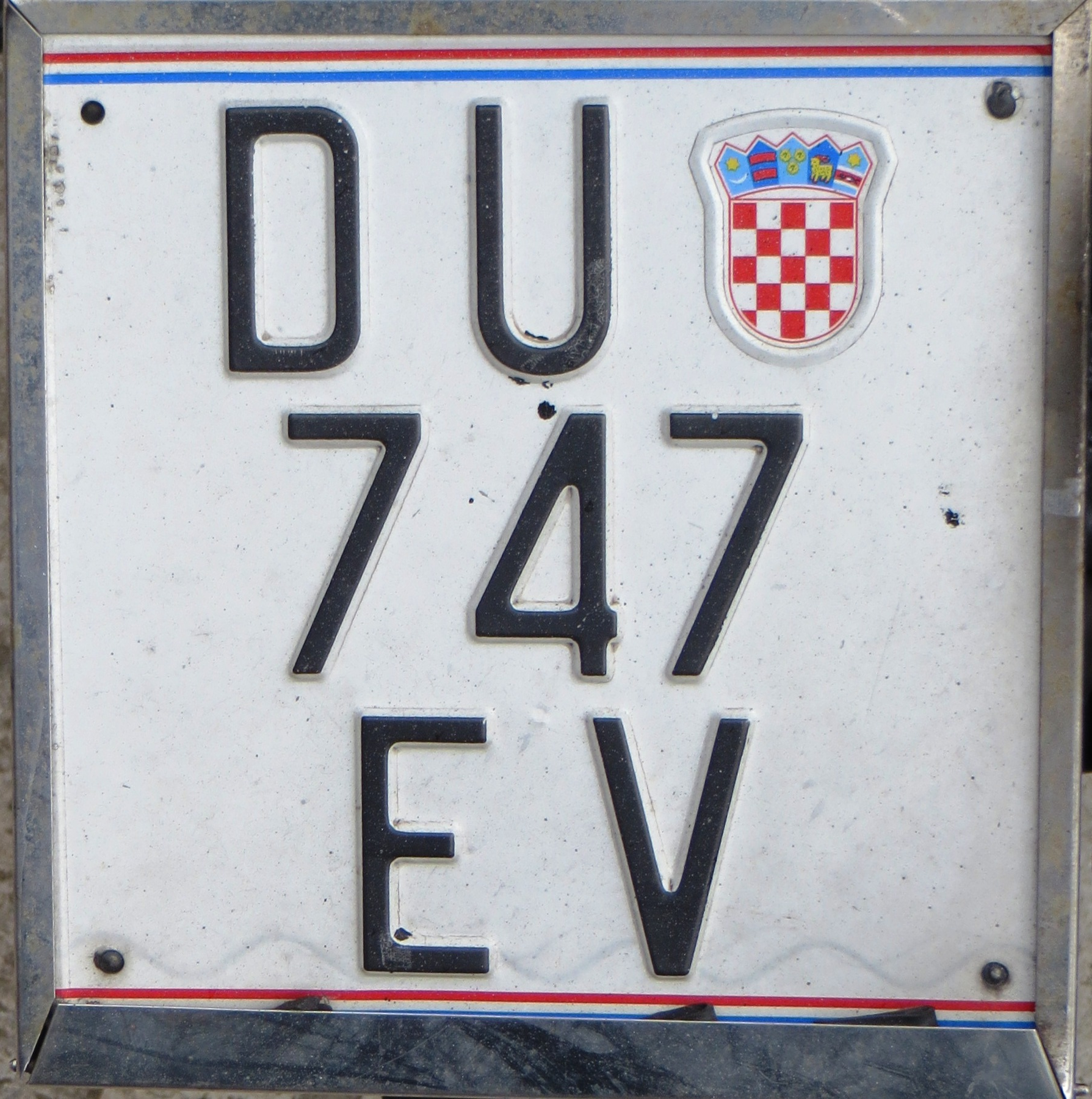
Formato per motocicli

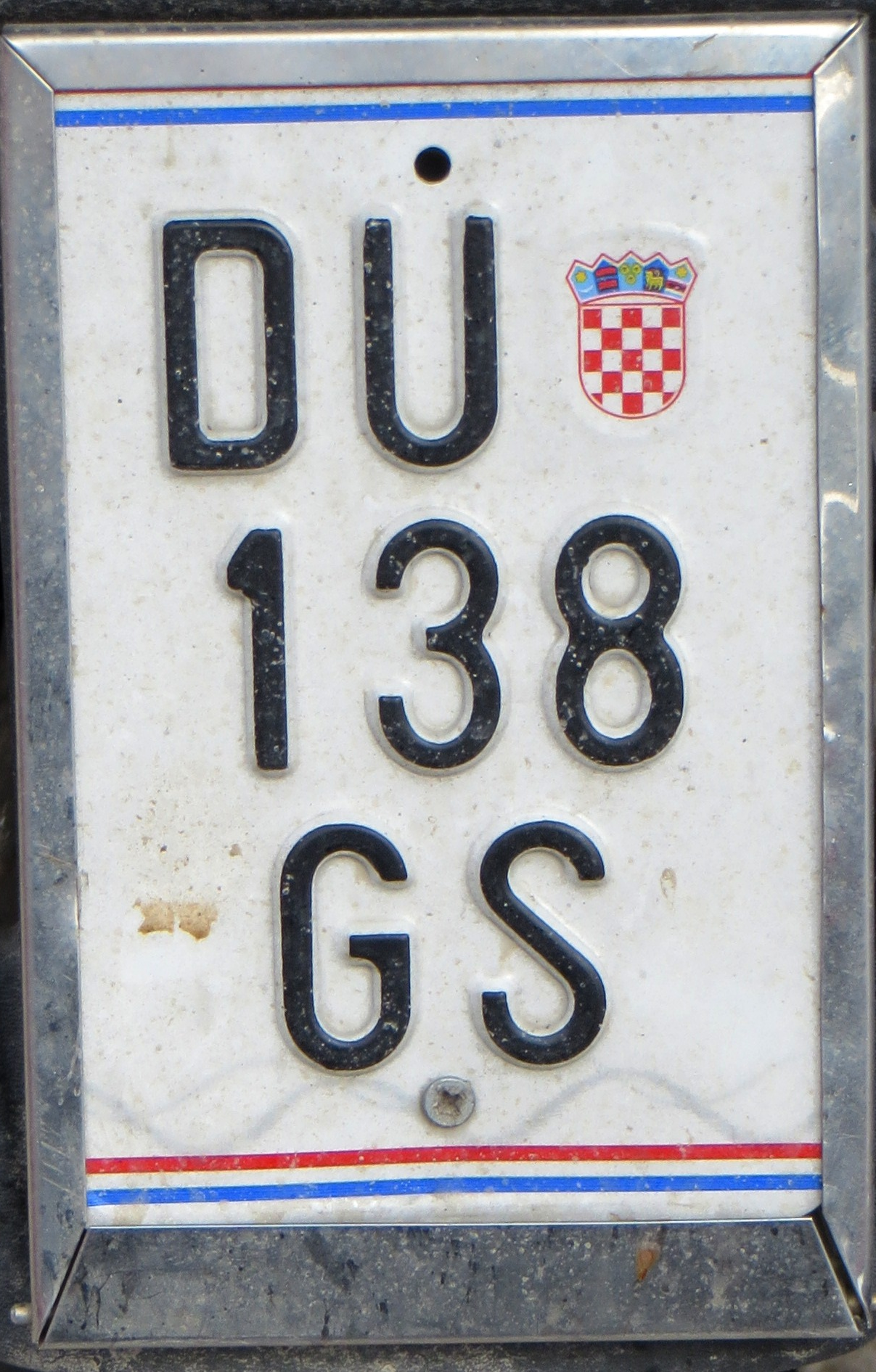
Targa di un ciclomotore

Le targhe ordinarie della Croazia hanno caratteri neri; lo sfondo è bianco e contornato da due linee, una rossa e una blu, sia in alto sia in basso. Sono composte da due lettere (escluse Q, W, X e Y, vengono utilizzate anche Č, Š e Ž) che identificano il capoluogo distrettuale dov'è avvenuta l'immatricolazione, seguite dallo stemma nazionale, tre cifre, un trattino e due lettere; la combinazione alfanumerica può anche consistere in tre o quattro cifre e una lettera oppure quattro cifre e due lettere. 
Il 4 luglio 2016, tre anni dopo l'ingresso nell'UE, è stata introdotta ufficialmente la banda blu con le dodici stelle in cerchio, di colore giallo, dell'Unione europea e le lettere HR bianche.
Le targhe ordinarie su un'unica riga misurano 520 × 110 mm. In alcuni modelli di autoveicoli è possibile avere targhe posteriori di dimensioni 280 × 200 mm, con i caratteri disposti su due linee.
Le targhe dei motocicli e dei ciclomotori sono strutturate su tre righe; possono misurare 200 × 200 mm o 100 × 150 mm.
Il sistema, in vigore dal 1º gennaio 1992, continua, con poche modifiche, quello in uso fino ai primi anni novanta nelle altre repubbliche federate della ex Jugoslavia. Le targhe jugoslave dovettero essere sostituite entro il 31 dicembre 1992.
Nel secondo semestre del 1991, dopo la proclamazione dell'indipendenza del Paese (25 giugno), molti croati incollarono sul lato posteriore del proprio veicolo l'adesivo ovale con le lettere CRO come sigla automobilistica internazionale dello Stato. Tuttavia il governo di allora si pronunciò optando per la combinazione più breve "HR"; il codice "CRO", pur non essendo mai stato ufficiale, restò comunque valido fino al 3 novembre 1996.

### Varianti del formato standard

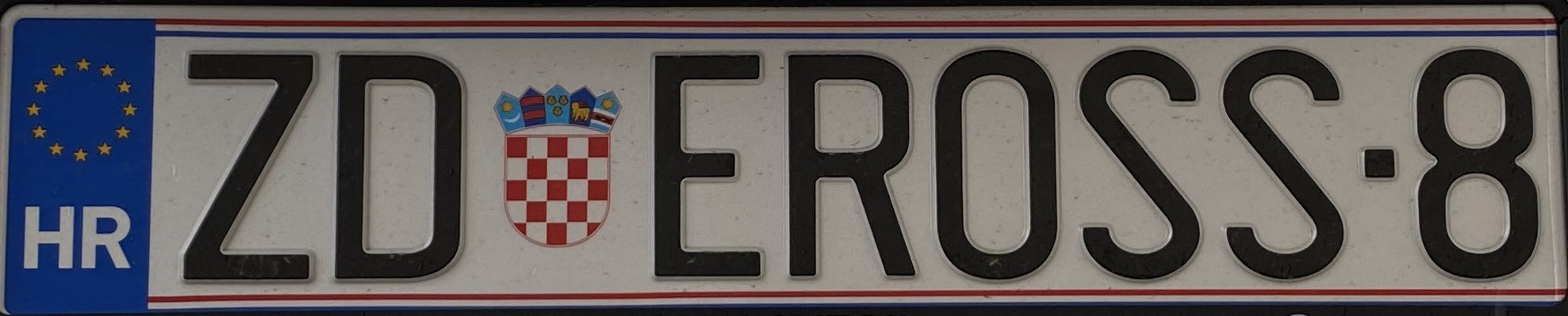
Targa personalizzata emessa nel distretto di Zara

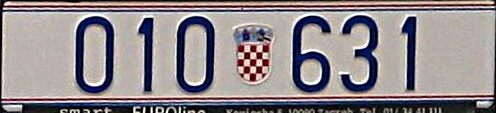
Targa di una vettura della Polizia di Zagabria città (010)

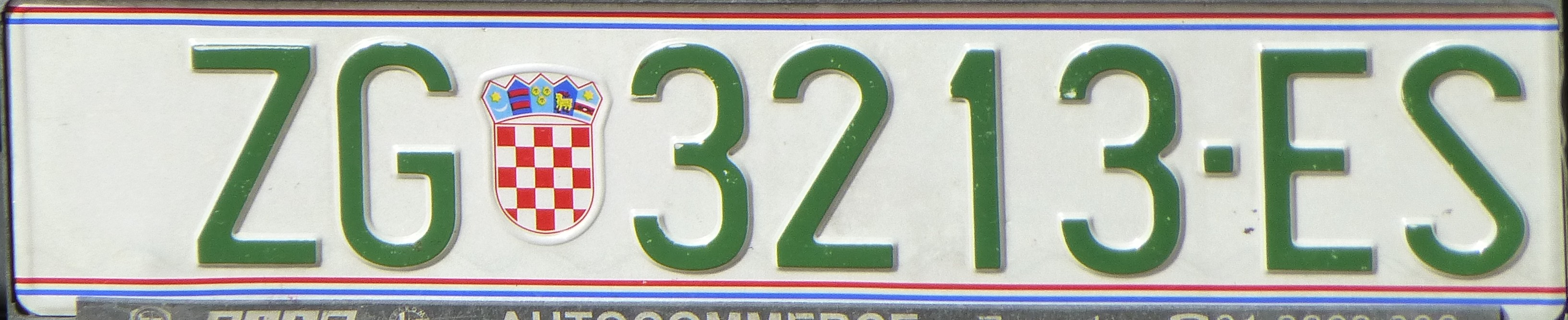
Formato pre-2016 di targa d'immatricolazione "turistica"

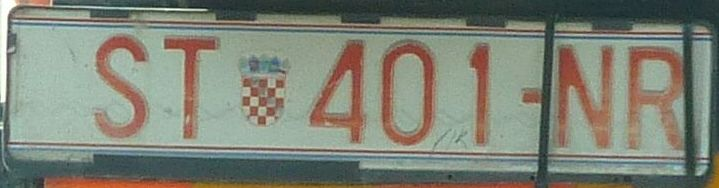
Formato pre-2016 per automezzi di massa e/o dimensioni eccezionali

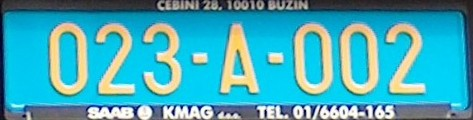
Targa diplomatica (023 = Norvegia)

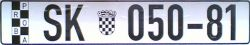
Targa provvisoria per test drive del distretto di Sisak

- Esistono due tipi di targhe personalizzate. Il primo non si differenzia da quello standard tranne che per la possibilità da parte del proprietario del veicolo di scegliere una combinazione a piacere di cifre e lettere. Il secondo prevede, dopo la sigla identificativa dell'area d'immatricolazione, una combinazione consistente in una parola con un minimo di quattro e un massimo di sette lettere oppure una parola formata da quattro o cinque lettere e seguita da una o due cifre. Tuttavia quest'ultimo tipo di targa personalizzata è assai raro in Croazia, perché possono essere utilizzate solo cinque anni dopo la prima immatricolazione e per il rilascio è richiesta una sovrattassa di circa 270 €[3].

- Anche se in alcuni automezzi della Polizia nazionale si trova la dicitura per esteso POLICIJA a destra del logo del Corpo[4], le targhe della maggior parte dei veicoli sono composte da due numeri blu composti da tre cifre in mezzo ai quali è posizionato lo stemma nazionale; il primo numero (quello in alto nelle moto) identifica la regione o, solo nel caso della capitale, la città secondo il seguente schema:

| 010 | Città di Zagabria (Zagreb)                                       | 020 | Regione di Bjelovar e della Bilogora (Bjelovarsko-bilogorska županija)   |
| 030 | Regione raguseo-narentana (Dubrovačko-neretvanska županija)      | 040 | Regione della Lika e di Segna (Ličko-senjska županija)                   |
| 050 | Regione di Karlovac (Karlovačka županija)                        | 060 | Regione di Koprivnica e Križevci (Koprivničko-križevačka županija)       |
| 070 | Regione di Osijek e della Baranja (Osječko-baranjska županija)   | 080 | Regione istriana (Istarska županija)                                     |
| 090 | Regione litoraneo-montana (Primorsko-goranska županija)          | 100 | Regione di Sisak e della Moslavina (Sisačko-moslavačka županija)         |
| 110 | Regione di Brod e della Posavina (Brodsko-posavska županija)     | 120 | Regione spalatino-dalmata (Splitsko-dalmatinska županija)                |
| 130 | Regione di Sebenico e di Tenin (Šibensko-kninska županija)       | 140 | Regione di Varaždin (Varaždinska županija)                               |
| 150 | Regione di Vukovar e della Sirmia (Vukovar-srijemska županija)   | 160 | Regione di Virovitica e della Podravina (Virovitičko-podravska županija) |
| 170 | Regione di Krapina e dello Zagorje (Krapinsko-zagorska županija) | 180 | Regione zaratina (Zadarska županija)                                     |
| 190 | Regione di Zagabria (Zagrebačka županija)                        | 210 | Regione del Međimurje (Medžimurska županija)                             |
| 220 | Regione di Požega e della Slavonia (Požeško-slavonska županija)  |     |                                                                          |

- Le targhe provvisorie per test drive, riservate ai proprietari di concessionarie o autofficine, sono di cartone e misurano 245 × 125 mm; recano sui cinque quadrati bianchi di una scacchiera bianca e nera posizionata a sinistra le lettere che compongono la parola PROBA, di dimensioni ridotte e scritta in verticale. Essa precede la sigla della provincia, lo stemma nazionale, un numero di tre cifre che inizia da "000", una lineetta e un ulteriore numero di due cifre. La validità massima di queste targhe è di soli cinque giorni.

- Le targhe "turistiche" dei veicoli intestati a cittadini stranieri con residenza temporanea in Croazia hanno lettere e cifre verdi.

- Anche ai veicoli del personale delle Nazioni Unite vengono assegnate targhe verdi su fondo bianco della serie normale, ma con le ultime due lettere fisse UN (utilizzate anche nelle targhe ordinarie di colore nero), iniziali di United Nations.

- Le targhe dei mezzi pesanti di massa e/o dimensioni eccezionali si distinguono per i caratteri rossi.

- Le targhe diplomatiche sono azzurre con scritte gialle; il numero di tre cifre alla sinistra della lettera (vd. infra il significato) identifica lo Stato o l'organizzazione internazionale cui è intestato il veicolo. Ad esempio il numero assegnato all'Italia è 013.

- Da giugno 2008 le targhe che i concessionari appongono sui veicoli prima della vendita e dell'immatricolazione definitiva si distinguono per le lettere "PP", che in croato stanno per Prijenosne Pločice (ossia "targhe trasferibili"), impresse dopo lo stemma nazionale, seguite da un numero composto da un limite massimo di quattro cifre.

- A partire dallo stesso mese e anno sopra specificati, le targhe dei veicoli d'epoca recano dopo lo stemma nazionale le lettere "PV", iniziali di Povijesno Vozilo (cioè "veicolo storico"), seguite da un numero formato da non più di quattro cifre[5].

## Sigle automobilistiche in uso e aree di immatricolazione corrispondenti

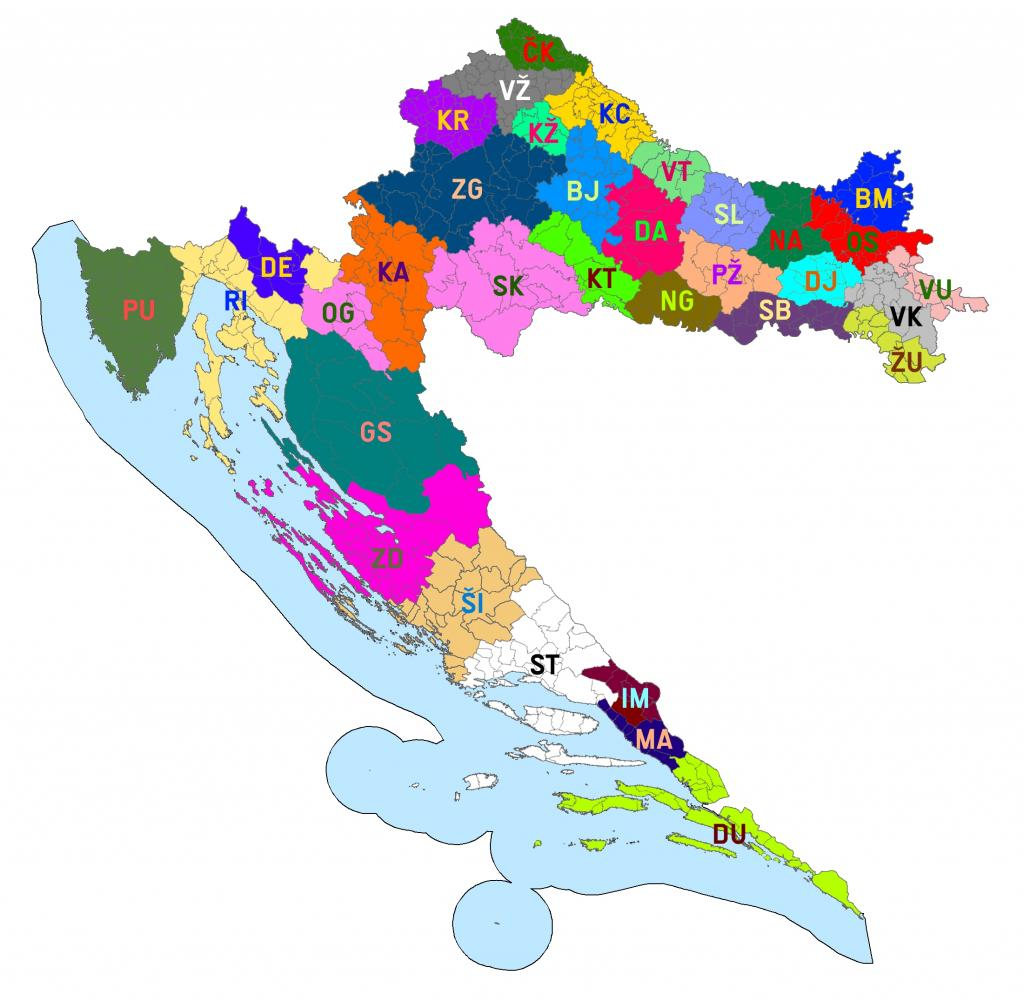
Carta con la suddivisione della Croazia in distretti e rispettive sigle in uso nelle targhe d'immatricolazione

| Sigla | Capoluogo distrettuale | Città | Comuni |
| ----- | ---------------------- | --- | --- |
| BJ    | Bjelovar               | Bjelovar, Čazma, Garešnica | Berek, Hercegovac, Ivanska, Kapela, Nova Rača, Rovišće, Severin, Šandrovac, Štefanje, Velika Pisanica, Velika Trnovitica, Veliko Trojstvo, Zrinski Topolovac |
| BM    | Beli Manastir          | Beli Manastir | Bilje, Čeminac, Darda, Draž, Jagodnjak, Kneževi Vinogradi, Petlovac, Popovac |
| ČK    | Čakovec                | Čakovec, Mursko Središće, Prelog | Belica, Dekanovec, Domašinec, Donja Dubrava, Donji Kraljevec, Donji Vidovec, Goričan, Gornji Mihaljevec, Kotoriba, Mala Subotica, Nedelišće, Orehovica, Podturen, Pribislavec, Selnica, Šenkovec, Strahoninec, Štrigova, Sveta Marija, Sveti Juraj na Bregu, Sveti Martin na Muri, Vratišinec |
| DA    | Daruvar                | Daruvar, Grubišno Polje, Lipik, Pakrac | Dežanovac, Đulovac, Končanica, Sirač, Veliki Grđevac |
| DE    | Delnice                | Čabar, Delnice | Brod Moravice, Fusine (Fužine), Lokve, Mrkopalj, Ravna Gora, Skrad |
| DJ    | Đakovo                 | Đakovo | Drenje, Gorjani, Levanjska Varoš, Punitovci, Satnica Đakovačka, Semeljci, Strizivojna, Trnava, Viškovci |
| DU    | Ragusa                 | Curzola (Korčula), Dubrovnik, Fort'Opus (Opuzen), Metković, Porto Tolero (Ploče) | Blatta (Blato), Breno (Župa Dubrovačka), Canali-Ragusa Vecchia (Konavle-Cavtat), Iagnina (Janjina), Kula Norinska, Lagosta (Lastovo), Litorale Raguseo (Dubrovačko Primorje), Lombarda (Lumbarda), Meleda (Mljet), Pojezerje, Sabbioncello (Orebić), Slivno, Smoquizza (Smokvica), Stagno (Ston), Trappano (Trpanj), Vallegrande (Vela Luka), Zažablje |
| GS    | Gospić                 | Gospić, Novaglia (Novalja), Otočac, Segna (Senj) | Brinje, Donji Lapac, Karlobag, Lovinac, Perušić, Plitvička Jezera, Udbina, Vrhovine |
| IM    | Imotski                | Imotski | Cista Provo, Lokvičići, Lovreć, Podbablje, Proložac, Runovići, Zagvozd, Zmijavci |
| KA    | Karlovac               | Duga Resa, Karlovac, Ozalj, Slunj | Barilović, Bosiljevo, Cetingrad, Draganić, Generalski Stol, Krnjak, Lasinja, Netretić, Rakovica, Ribnik, Vojnić, Žakanje |
| KC    | Koprivnica             | Đurđevac, Koprivnica | Drnje, Đelekovec, Ferdinandovac, Gola, Hlebine, Kalinovac, Kloštar Podravski, Koprivnički Bregi, Koprivnički Ivanec, Legrad, Molve, Novigrad Podravski, Novo Virje, Peteranec, Podravske Sesvete, Rasinja, Sokolovac, Virje |
| KR    | Krapina                | Donja Stubica, Klanjec, Krapina, Oroslavje, Pregrada, Zabok, Zlatar | Bedekovčina, Budinščina, Desinić, Đurmanec, Gornja Stubica, Hrašćina, Hum na Sutli, Jesenje, Konjščina, Kraljevec na Sutli, Krapinske Toplice, Kumrovec, Lobor, Mače, Marija Bistrica, Mihovljan, Novi Golubovec, Petrovsko, Radoboj, Stubičke Toplice, Sveti Križ Začretje, Tuhelj, Veliko Trgovišće, Zagorska Sela, Zlatar-Bistrica |
| KT    | Kutina                 | Kutina, Novska, Popovača | Jasenovac, Lipovljani, Velika Ludina |
| KŽ    | Križevci               | Križevci | Gornja Rijeka, Kalnik, Sveti Ivan Žabno, Sveti Petar Orehovec |
| MA    | Macarsca               | Makarska, Vergorazzo (Vrgorac) | Bascavoda (Baška Voda), Brella (Brela), Grado (Gradac), Podgora, Tučepi |
| NA    | Našice                 | Našice, Donji Miholjac | Donja Motičina, Đurđenovac, Feričanci, Magadenovac, Marijanci, Podravska Moslavina, Podgorač, Viljevo |
| NG    | Nova Gradiška          | Nova Gradiška | Cernik, Davor, Dragalić, Gornji Bogićevci, Nova Kapela, Okučani, Rešetari, Stara Gradiška, Staro Petrovo Selo, Vrbje |
| OG    | Ogulin                 | Ogulin | Josipdol, Plaški, Saborsko, Tounj |
| OS    | Osijek                 | Belišće, Osijek, Valpovo | Antunovac, Bizovac, Čepin, Erdut, Ernestinovo, Koška, Petrijevci, Šodolovci, Vladislavci, Vuka |
| PU    | Pola                   | Albona (Labin), Buie (Buje), Cittanova (Novigrad), Parenzo (Poreč), Pinguente (Buzet), Pisino (Pazin), Porto Albona (Rabac), Pola (Pula), Rovigno (Rovinj), Umago (Umag)                                                           | Antignana (Tinjan), Arsia (Raša), Barbana (Barban), Canfanaro (Kanfanar), Caroiba (Karojba), Castellier-Santa Domenica (Kaštelir-Labinci), Cerreto (Cerovlje), Chersano (Kršan), Dignano (Vodnjan), Fasana (Fažana), Fontane (Funtana), Gallignana (Gračišće), Gimino (Žminj), Grisignana (Grožnjan), Lanischie (Lanišće), Lisignano (Ližnjan), Lupogliano (Lupoglav), Marzana (Marčana), Medolino (Medulin), Montona (Motovun), Orsera (Vrsar), Pedena (Pićan), Portole (Oprtalj), San Lorenzo del Pasenatico (Sveti Lovreč), San Pietro in Selve (Sveti Petar u Šumi), Santa Domenica (Sveta Nedelja), Sanvincenti (Svetvinčenat), Torre-Abrega (Tar-Vabriga), Valle (Bale), Verteneglio (Brtonigla), Visignano (Višnjan), Visinada (Vižinada) |
| PŽ    | Požega                 | Pleternica, Požega | Brestovac, Čaglin, Jakšić, Kaptol, Kutjevo, Velika |
| RI    | Fiume                  | Abbazia (Opatija), Arbe (Rab), Buccari (Bakar), Castua (Kastav), Cherso (Cres), Cirquenizza (Crikvenica), Lussinpiccolo (Mali Lošinj), Novi (Novi Vinodolski), Porto Re (Kraljevica), Rijeka, Veglia (Krk), Vrbovsko               | Bescanuova (Baška), Castelmuschio (Omišalj), Zaule di Liburnia (Čavle), Clana (Klana), Costrena (Kostrena), Dobrigno (Dobrinj), Draga di Moschiena (Mošćenička Draga), Jelenje, Laurana (Lovran), Loparo (Lopar), Malinsca-Dobasnizza (Malinska-Dubašnica), Mattuglie (Matulji), Ponte (Punat), Valdivino (Vinodolska Općina), Verbenico (Vrbnik), Viscovo (Viškovo) |
| SB    | Slavonski Brod         | Slavonski Brod | Bebrina, Brodski Stupnik, Bukovlje, Donji Andrijevci, Garčin, Gornja Vrba, Gundinci, Klakar, Oprisavci, Oriovac, Podcrkavlje, Sibinj, Sikirevci, Slavonski Šamac, Velika Kopanica, Vrpolje |
| ŠI    | Sebenico               | Dernis (Drniš), Scardona (Skradin), Šibenik, Tenin (Knin), Vodizze (Vodice) | Bilizze (Bilice), Biscupia (Biskupija), Capocesto (Primošten), Chievo (Kijevo), Chistagne (Kistanje), Civigliane (Civljane), Ervenico (Ervenik), Morter-Incoronate (Murter-Kornati), Promina, Rogosnizza (Rogoznica), Ružić, Slosella (Pirovac), Stretto (Tisno), Trebocconi (Tribunj), Unešić |
| SK    | Sisak                  | Glina, Hrvatska Kostajnica, Petrinja, Sisak | Donji Kukuruzari, Dvor, Gvozd, Hrvatska Dubica, Lekenik, Majur, Martinska Ves, Sunja, Topusko |
| SL    | Slatina                | Orahovica, Slatina | Čačinci, Čađavica, Crnac, Mikleuš, Nova Bukovica, Sopje, Voćin, Zdenci |
| ST    | Spalato                | Almissa (Omiš), Castelli (Kaštela), Cittavecchia (Stari Grad), Comisa (Komiža), Lesina (Hvar), Lissa (Vis), Salona (Solin), San Pietro di Brazza (Supetar), Signo (Sinj), Split, Traù (Trogir), Treglia (Trilj), Verlicca (Vrlika) | Bol, Bossoglina (Marina), Clissa (Klis), Dizmo (Dicmo), Duare (Zadvarje), Dugopoglie (Dugopolje), Ervazza (Hrvace), Gelsa (Jelsa), Lechievizza (Lećevica), Milnà (Milna), Muć, Neresi (Nerežišća), Okrug, Otok, Podstrana, Postire (Postira), Prgomet, Primorski Dolac, Pucischie (Pučišća), Punta Lunga (Dugi Rat), San Giorgio (Sućuraj), San Giovanni di Brazza (Sutivan), Seghetto (Seget), Selza (Selca), Šestanovac, Solta (Šolta) |
| VK    | Vinkovci               | Vinkovci | Andrijaševci, Ivankovo, Jarmina, Markušica, Nijemci, Nuštar, Privlaka, Stari Jankovci, Stari Mikanovci, Tordinci, Vođinci |
| VT    | Virovitica             | Virovitica | Gradina, Lukač, Pitomača, Suhopolje, Špišić Bukovica |
| VU    | Vukovar                | Ilok, Vukovar | Bogdanovci, Borovo, Lovas, Negoslavci, Tompojevci, Tovarnik, Trpinja |
| VŽ    | Varaždin               | Ivanec, Lepoglava, Ludbreg, Novi Marof, Varaždin, Varaždinske Toplice | Bednja, Beretinec, Breznica, Breznički Hum, Cestica, Donja Voća, Gornji Kneginec, Jalžabet, Klenovnik, Ljubešćica, Mali Bukovec, Martijanec, Maruševec, Petrijanec, Sračinec, Sveti Đurđ, Sveti Ilija, Trnovec Bartolovečki, Veliki Bukovec, Vidovec, Vinica, Visoko |
| ZD    | Zara                   | Bencovazzo (Benkovac), Nona (Nin), Obrovazzo (Obrovac), Pago (Pag), Zadar, Zaravecchia (Biograd na Moru) | Bibigne (Bibinje), Brevilacqua (Privlaka), Galovac, Gračac, Jasenice, Calle (Kali), Cuclizza (Kukljica), Lissane (Lišane Ostrovičke), Novegradi (Novigrad), Oltre (Preko), Ortopula (Starigrad), Pasman (Pašman), Poschiane (Pakoštane), Pogliana (Povljana), Polazza (Polača), Poličnik, Possedaria (Posedarje), Puntadura (Vir), Rasanze (Ražanac), Sale (Sali), San Cassiano (Sukošan), Santi Filippo e Giacomo (Sveti Filip i Jakov), Scabergne (Škabrnja), Stancovazzo (Stankovci), Tuconio (Tkon), Verchè (Vrsi), Zemonico (Zemunik Donji) |
| ZG    | Zagabria               | Dugo Selo, Ivanić-Grad, Jastrebarsko, Samobor, Sveti Ivan Zelina, Velika Gorica, Vrbovec, Zagreb, Zaprešić | Bedenica, Bistra, Brckovljani, Brdovec, Dubrava, Dubravica, Farkaševac, Gradec, Jakovlje, Klinča Sela, Kloštar Ivanić, Krašić, Kravarsko, Križ, Luka, Marija Gorica, Orle, Pisarovina, Pokupsko, Preseka, Pušća, Rakovec, Rugvica, Stupnik, Žumberak |
| ŽU    | Županja                | Županja | Babina Greda, Bošnjaci, Cerna, Drenovci, Gradište, Gunja, Štitar, Vrbanja |

## Codici speciali

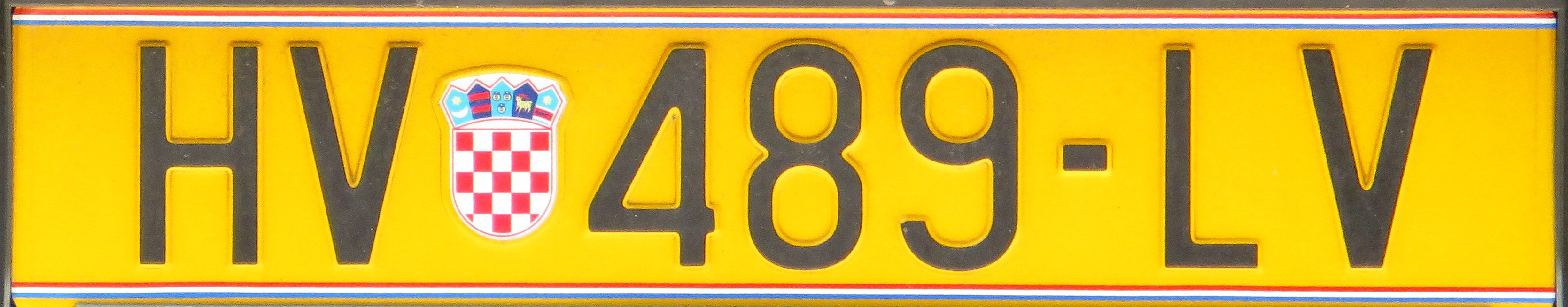
Formato per veicoli militari

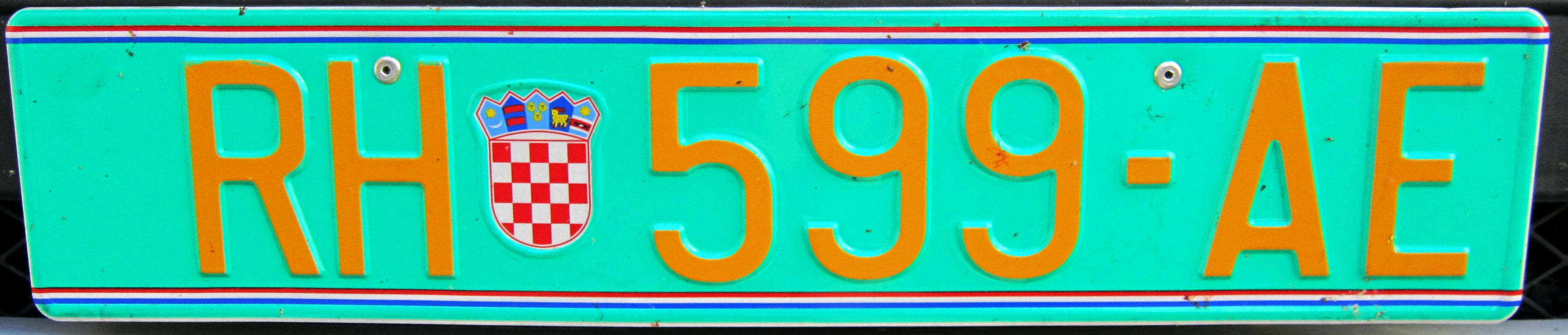
Targa da esportazione

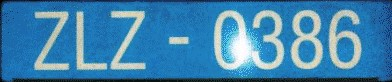
Formato per veicoli speciali circolanti nell'aeroporto di Zagabria

- A (giallo su azzurro): Corps Diplomatique, Ambassade
- C (giallo su azzurro): Corps Consulaire, Consulat
- CMD (giallo su azzurro): Chef de Mission Diplomatique
- E (giallo su azzurro): Économie (delegazione economica)
- HV (nero su giallo): Hrvatska Vojska (Esercito croato)
- HV 000-MP (nero su giallo, 0 = cifra incluso lo zero): Hrvatska Vojska - Military Police (Esercito croato - Polizia militare)[7]
- HV 000-VP (nero su giallo, 0 = cifra incluso lo zero): Hrvatska Vojska - Vojna Policija (Esercito croato - Polizia militare)
- M (giallo su azzurro): Missions à l'Étranger (personale non diplomatico in missione all'estero)
- P (giallo su azzurro): Presse (agenzia di stampa estera)
- POLICIJA (azzurro su bianco, in alcuni automezzi): Polizia
- RH (dal 2008, giallo su turchese o verde chiaro): Republika Hrvatska (targa da esportazione della Repubblica di Croazia)
- ZLZ (bianco su blu, codice seguito da un trattino e un numero di quattro cifre): veicolo speciale circolante nell'aeroporto di Zagabria (Zračna Luka Zagreb)

## Sigle terminate
- DJK - Đakovo (in uso solo gli ultimi mesi del 1991, poi DJ ha sostituito il codice jugoslavo)
- DS - Dugo Selo (dal 1987 al 31 dicembre 1991, dal 1992 il comune è stato accorpato all'area d'immatricolazione di Zagabria)
- KN - Krapina (fino al 31 dicembre 1991, poi KR)
- PS - Podravska Slatina (fino al 2005, quando venne introdotta la sigla SL, anche se il cambiamento del nome della città in Slatina era già avvenuto nel 1993)
- SI - Sisak (fino al 31 dicembre 1991, poi SK per evitare la possibile confusione con ŠI = Šibenik)
- SP - Slavonska Požega (fino al 31 dicembre 1991, poi PŽ in concomitanza con il cambiamento del nome della città in Požega)
- TK - Titova Korenica (fino al 31 dicembre 1991, quando il comune, dal 25 luglio 1996 ribattezzato con il nome di Korenica, è stato accorpato all'area di immatricolazione di Gospić)
- ZNG - Zbor Narodne Garde (Guardia nazionale croata, 1991–1992)[8]
- ŽP - Županja (dal 1992 al 1993, quando è subentrato il codice attualmente in uso ŽU)

## Repubblica Serba di Krajina

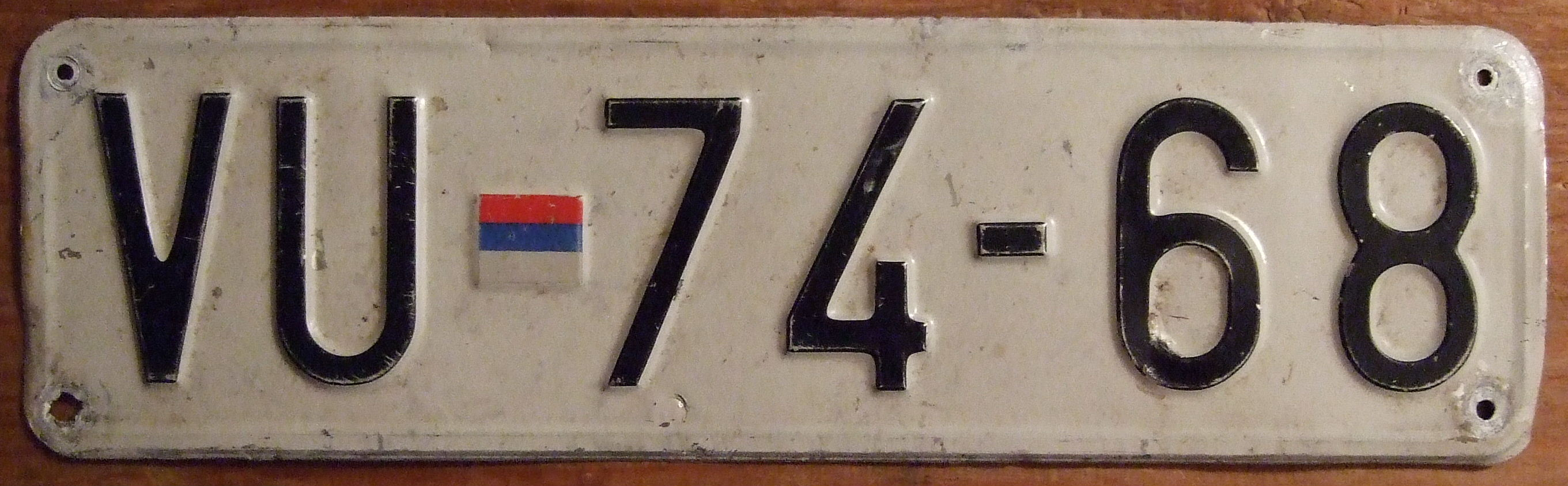
Targa RSK di un autoveicolo immatricolato nel comune di Vukovar

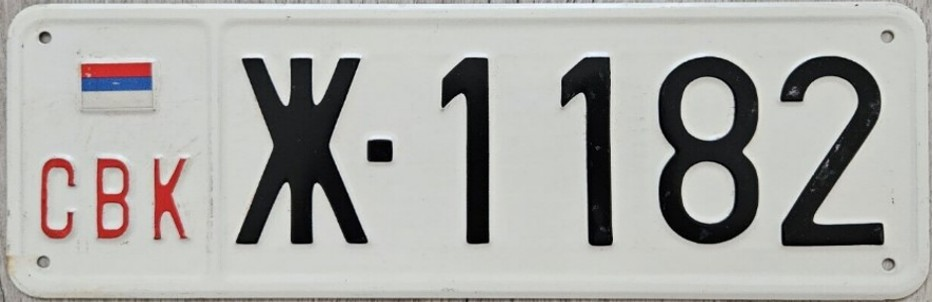
Targa emessa nella regione del Kordun di un automezzo militare della RSK

Nella Repubblica Serba di Krajina il formato era simile a quello adottato nella ex Jugoslavia, dal quale si differenziava unicamente per la bandiera della repubblica al posto della stella rossa. 
Nelle targhe dei rimorchi i due numeri separati dal trattino, anziché seguire le lettere indicanti il comune di immatricolazione del veicolo, le precedevano. 
I veicoli a due ruote avevano targhe più piccole e quadrate: nei motocicli la sigla dell'area di immatricolazione, la bandiera e un numero di due cifre sormontavano un numero a tre cifre; nei ciclomotori il nome per esteso del comune in caratteri cirillici era scritto sopra la bandiera e tre cifre. 
I taxi erano riconoscibili per le scritte nere su fondo giallo: a sinistra del numero composto da una o due cifre erano posizionati, a caratteri ridotti, la dicitura "TAXI" in alto e il nome per esteso del comune in basso. 
Le macchine agricole utilizzavano targhe di colore verde scuro con caratteri bianchi risalenti all'epoca jugoslava; il nome per esteso della zona di immatricolazione era preceduto dalle lettere cirilliche CO, che stavano per Скупштина Oпштине / Skupština Opštine (cioè "Assemblea comunale"). 
Anche le targhe delle vetture dei Corpi diplomatici e della Polizia avevano sistema e formato jugoslavi. 
Negli automezzi militari l'unica lettera dell'alfabeto cirillico era seguita da un numero di quattro cifre; a sinistra la bandiera sormontava le lettere rosse CBK, iniziali in cirillico di Српска Bојска Крајине  ("Esercito Serbo della Krajina"). 
| Sigla | Comune d'immatricolazione | Periodo di emissione |
| ----- | ------------------------- | -------------------- |
| BM    | Beli Manastir             | 1992–1998            |
| GN    | Glina                     | 1992–06/1995         |
| KE    | Titova Korenica           | 1992–06/1995         |
| KNN   | Knin                      | 1992–06/1995         |
| OK    | Okučani                   | 1992–06/1995         |
| VN    | Vojnić                    | 1992–06/1995         |
| VU    | Vukovar                   | 1992–1998            |

| Sigla | Regione del corpo d'armata                  | Capoluogo |
| ----- | ------------------------------------------- | --------- |
| Б     | Banovina (Банија)                           | Glina     |
| Д     | Dalmazia Settentrionale (Северна Далмација) | Knin      |
| Ж     | Kordun (Кордун)                             | Vojnić    |
| З     | Slavonia Occidentale (Западна Славонија)    | Okučani   |
| И     | Slavonia Orientale (Источна Славонија)      | Vukovar   |
| Л     | Lika (Лика)                                 | Korenica  |

| Sigla             | Corpo                                                           |
| ----------------- | --------------------------------------------------------------- |
| B                 | Forze aeree (Baздухoплocтвo) di stanza presso la base di Udbina |
| Г                 | Guardia Nazionale (Haциoнaлнa Гaрда)                            |
| M (bianco su blu) | Milizia (Mилиција)                                              |